# Steatoda atrocyanea
Steatoda atrocyanea là một loài nhện trong họ Theridiidae.
Loài này thuộc chi Steatoda. Steatoda atrocyanea được Eugène Simon miêu tả năm 1880.